# Mszczonów (gemeente)
De gemeente Mszczonów is een stad- en landgemeente in het Poolse woiwodschap Mazovië, in powiat Żyrardowski.
De zetel van de gemeente is in Mszczonów.
Op 30 juni 2004 telde de gemeente 10 895 inwoners.

## Oppervlakte gegevens
In 2002 bedroeg de totale oppervlakte van gemeente Mszczonów 144,87 km², waarvan:
- agrarisch gebied: 77%
- bossen: 16%

De gemeente beslaat 27,2% van de totale oppervlakte van de powiat.

## Demografie
Stand op 30 juni 2004:
| Omschrijving                   | Totaal | Totaal | Vrouwen | Vrouwen | Mannen | Mannen |
| ------------------------------ | ------ | ------ | ------- | ------- | ------ | ------ |
| eenheid                        | aantal | %      | aantal  | %       | aantal | %      |
| inwoners                       | 10 895 | 100    | 5658    | 51,9    | 5237   | 48,1   |
| bevolkingsdichtheid (inw./km²) | 75,2   | 75,2   | 39,1    | 39,1    | 36,1   | 36,1   |

In 2002 bedroeg het gemiddelde inkomen per inwoner 1767,32 zł.

## Administratieve plaatsen (sołectwo)
Adamowice, Badowo-Dańki, Badowo-Mściska, Badów Górny, Bobrowce, Ciemno-Gnojna, Gąba, Grabce Józefpolskie, Grabce-Towarzystwo, Janówek, Kamionka, Kowiesy, Lindów, Lutkówka, Lutkówka-Kolonia, Marianka, Marków-Towarzystwo, Nosy-Poniatki, Olszówka (Mazovië)-Nowy Dworek, Osuchów, Pawłowice, Piekarowo, Piekary, Sosnowica, Strzyże, Suszeniec, Świnice, Wręcza, Wygnanka, Wymysłów, Zbiroża, Zimna Woda, Zimnice.

## Overige plaatsen
Powązki, Kaczków, Pogorzałki, Długowizna, Grabce Wręckie, Wólka Wręcka, Nowe Poręby, Adamówek, Kowiesowo, Huta Piekarska, Dębiny Osuchowskie, Bronisławów, Pieńki-Strzyże, Władysławów, Czekaj, Lublinów, Bronisławów Osuchowski, Olszewek, Małachowszczyzna, Michalin, Budy-Zasłona, Podlindowo, Budy-Strzyże, Pieńki Osuchowskie, Edwardowo, Marków-Świnice, Dwórzno, Tłumy, Lutkówka Druga, Chudolipie, Osuchów-Kolonia.

## Aangrenzende gemeenten
Biała Rawska, Błędów, Kowiesy, Pniewy, Puszcza Mariańska, Radziejowice, Żabia Wola
- Virtual International Authority File: 301220975